# Дор, Карин
Карин Дор (нем. Karin Dor; урождённая. Кэтероуз Дерр; нем. Kätherose Derr); 1938—2017) — немецкая актриса
.
Кэтероуз Дерр родилась 22 февраля 1938 года в городе Висбадене. Впервые появилась на экране исполнив эпизодическую роль в  экранизации произведений Карла Мая и Эдгара Уоллеса, которые снимал режиссёр Харальд Райнль — её первый муж.  
Всемирная известность к Карин Дор пришла после исполнения роли девушки Джеймса Бонда шпионки Хельги Брандт в пятом фильме легендарной бондианы «Живешь только дважды», где в роли агента 007, которого Хельга по сюжету пыталась убить, сыграл британский киноактёр шотландского происхождения Шон Коннери. Роль шпионки так хорошо ей удалась, что режиссёры стали охотно приглашать молодую актрису работать именно в амплуа женщин скрывающих некую тайну; Карин Дор снималась в фильмах «Невидимый доктор Мабузе» (1962), «Топаз»  (1969, режиссёр Альфред Хичкок), «Требуется вор», «ФБР», «Железная сторона» и др. Всего на счету актрисы  более семидесяти фильмов и сериалов. Последняя её роль в кино была сыграна в фильме «Потерянный мир».
Первый брак актрисы продлился с 1954 по 1968 год, второй раз она снова вышла замуж за режиссёра; её избранником стал американец Джордж Роботэм с которым она прожила до самой смерти последнего в 2007 году.  От первого брака у Дор родился сын.
Примерно за год до смерти  Карин Дор упала на улице и получила черепно-мозговую травму, после чего её здоровье сильно пошатнулось и ей требовался постоянный уход; поэтому последние дни она провела в мюнхенском доме престарелых, где и скончалась 6 ноября 2017 года.